# 南达姆巴卡姆
南达姆巴卡姆（Nandambakkam），是印度泰米尔纳德邦Kancheepuram县的一个城镇。总人口9093（2001年）。

## 人口
该地2001年总人口9093人，其中男性4663人，女性4430人；0—6岁人口918人，其中男480人，女438人；识字率80.90%，其中男性为85.01%，女性为76.57%。